# Theater aan de Schie

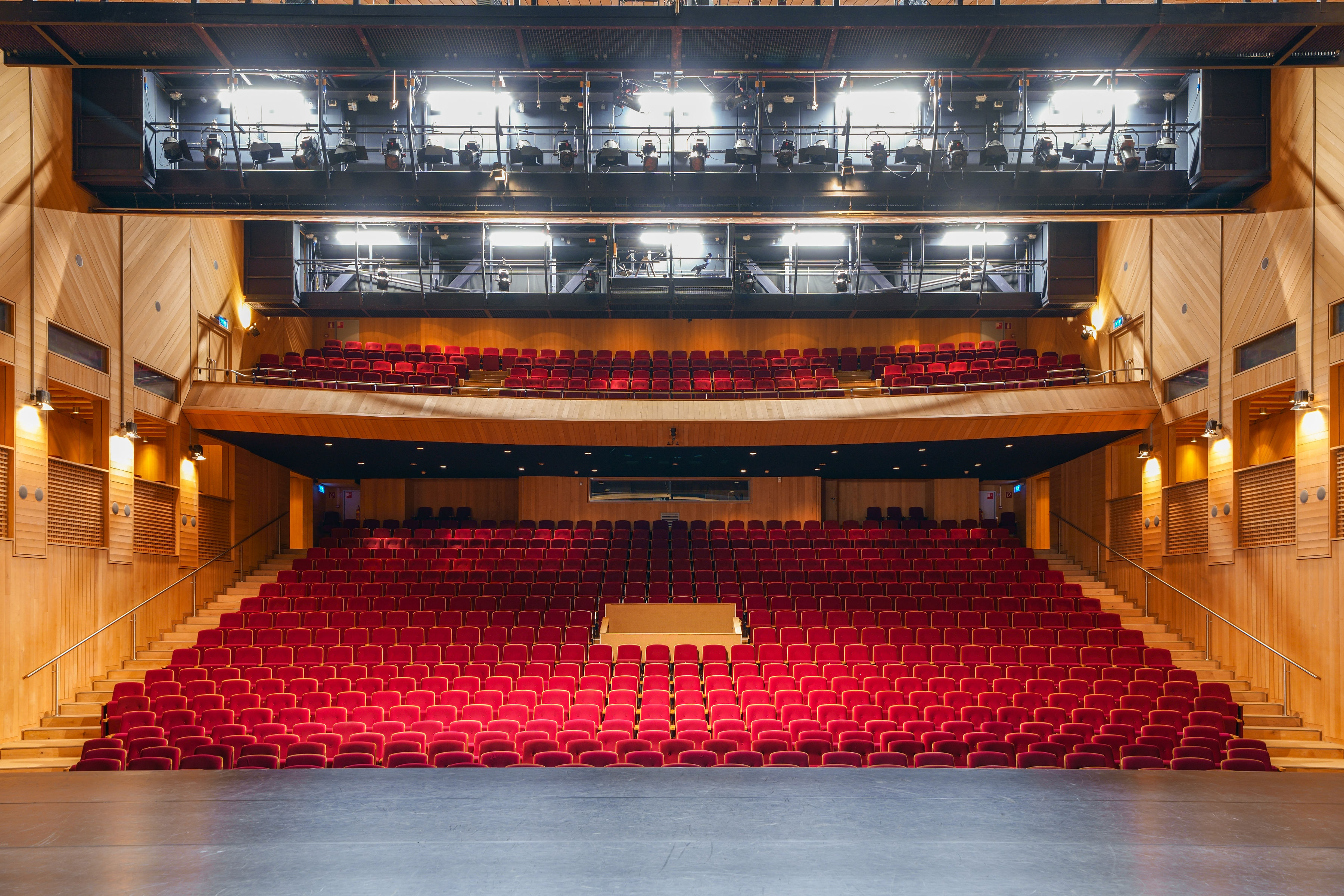
Grote zaal Theater aan de Schie na de stoelenuitbreiding in 2022

Theater aan de Schie is een theater in Schiedam. De directeur en programmamaker is Rob Roos (sinds 2012).
Op 15 april 1998 opende Theater aan de Schie met een aantal inspeelvoorstellingen haar deuren, waarna de officiële opening in september 1998 plaatsvond. In 2008 ging het theater verder als Theater aan de Schie. Het gebouw heeft, na een uitbreiding van 100 stoelen in 2022, 800 zitplaatsen.
Op 12 september 1998 opende Theater aan de Schie haar deuren voor het publiek. Jaarlijks zijn er circa 150 professionele theatervoorstellingen te zien en 200 andere activiteiten. In seizoen 2017-2018 ontving het theater 105.000 bezoekers. In 2016, 2017 en 2018 werd de theaterorganisatie genomineerd door de ANWB bij de verkiezing van Het meest Gastvrije Theater van Nederland. In seizoen 2023-2024 viert het theater haar vijfentwintigjarig bestaan. De kleine zaal van Theater aan de Schie waar jaarlijks circa 30 theatervoorzieningen worden geprogrammeerd ligt in het historische centrum van Schiedam. Deze theaterzaal biedt plaats aan 204 personen.

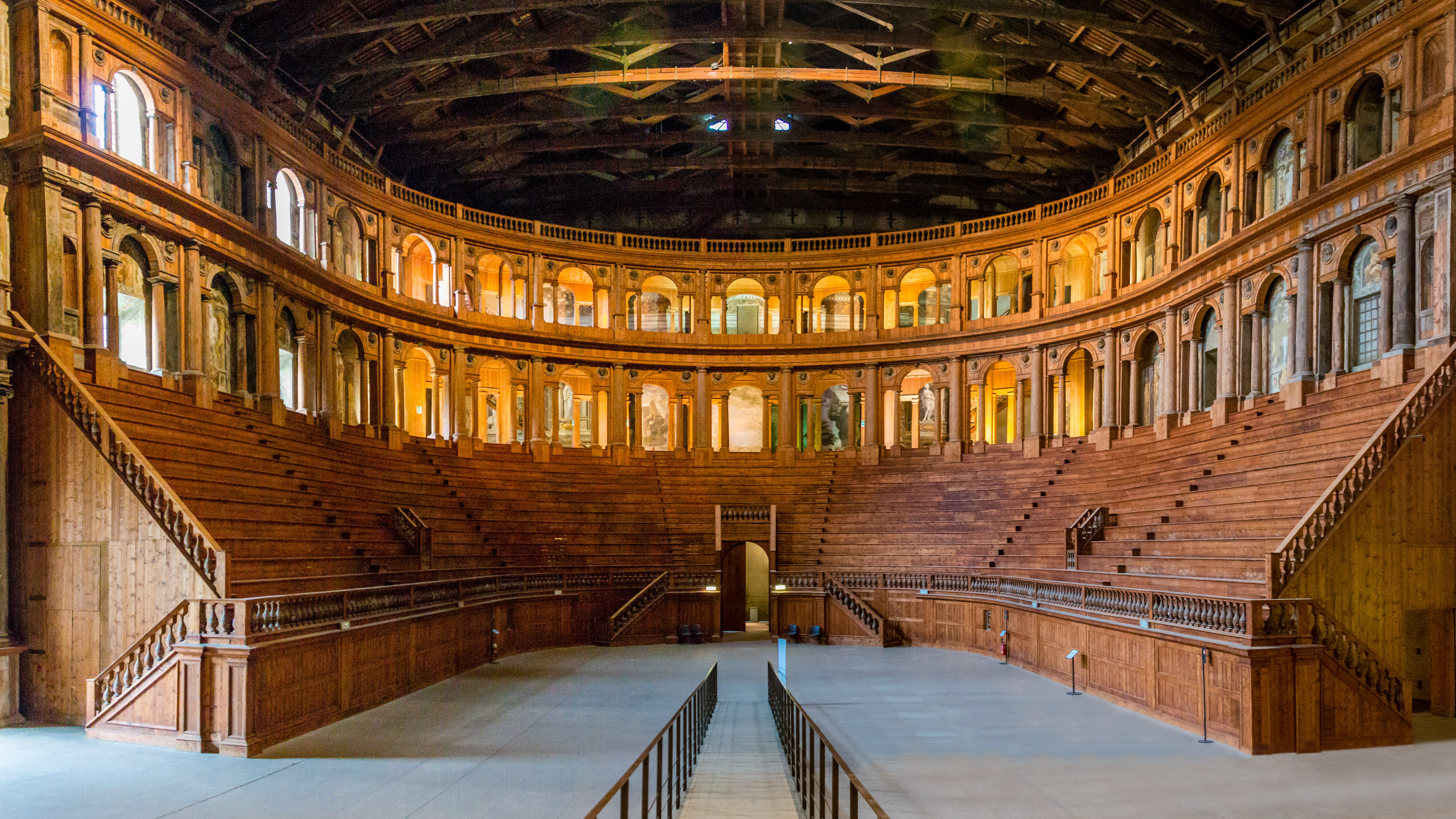
Theatro Farnese in Parma.

Het ontwerp van Theater aan de Schie is van de hand van architect Hans Ruijssenaars. Inspiratie kwam uit ongebruikelijke hoek: Ruijssenaars was op vakantie in Noord-Italië en bezocht in Parma het wereldberoemde, geheel uit hout opgetrokken Teatro Farnese. Dit theater dateert uit de 17e eeuw en belangrijke kenmerken van dit theater - het vele gebruik van hout, gebruik makend van lichtinval en de doos-in-doos-constructie - inspireerden Ruijssenaars bij het ontwerp voor Theater aan de Schie. In Theater aan de Schie werd de eerste volledig computergestuurde trekkenwand van Nederland geïnstalleerd. De modificatie en Nederlandse normering van de computergestuurde trekkenwand is mede tot stand gekomen door de knowhow en bijdrage van de afdeling theatertechniek van Theater aan de Schie.

## Geschiedenis

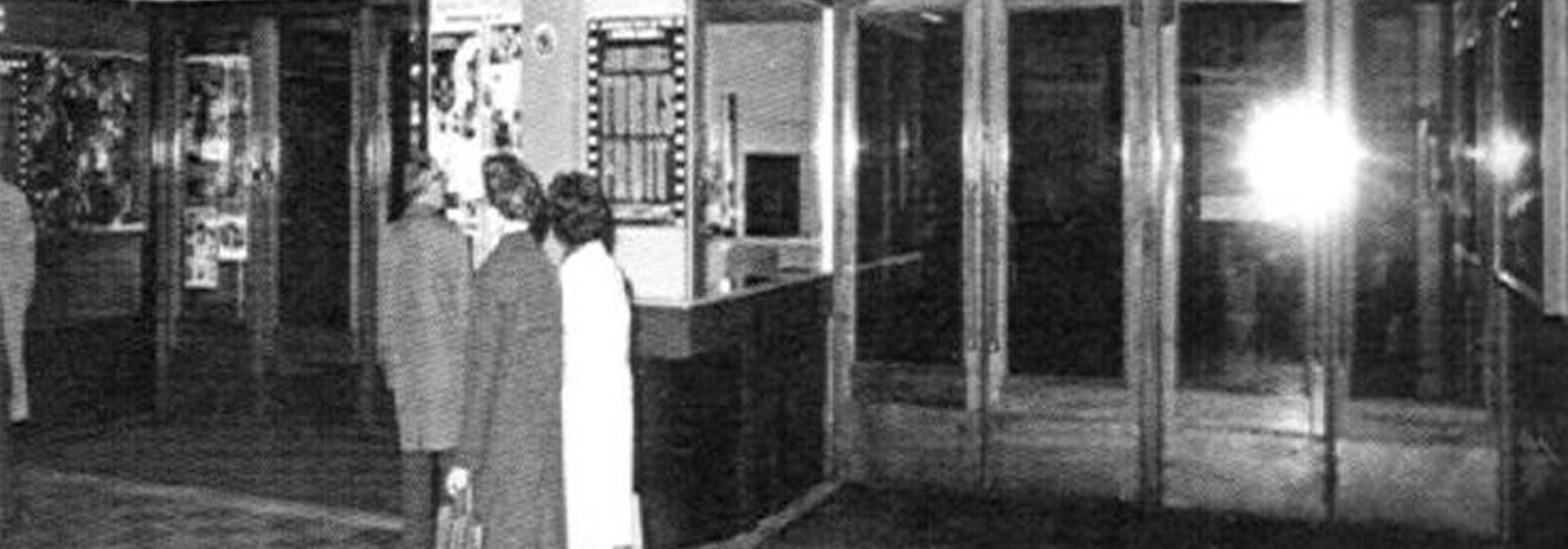
De ingang van het oude Passage Theater.

De geschiedenis van Theater aan de Schie begint met de geschiedenis van het Passage Theater. Deze bioscoop, gebouwd in 1933 in opdracht van Abraham Tuschinski (foto plaatsen) is de locatie waar een jaar later de eerste Nederlandse geluidsfilm vertoond werd. Bezoekersaantallen lopen terug en tijdens de Tweede Wereldoorlog werd de bioscoop gebruikt voor voorstellingen. Na de oorlog keren de films terug en in 1974 werd de zaal, in opdracht van de gemeente, zelfs definitief verbouwd tot bioscoop. Deze bioscoop blijkt echter niet rendabel en in 1982 werd de laatste film vertoond. Twaalf jaar later werd het gebouw gesloopt. Plannen voor een schouwburg op een meer geschikte locatie in het stadscentrum, waren toen al in een vergevorderd stadium.

## Standaart Theaterorgel

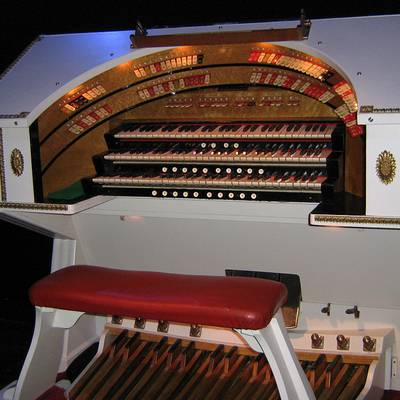

Tijdens de vertoning van de zwijgende films in het Passage Theater werd gebruik gemaakt van een speciaal voor dit theater gebouwd cinemaorgel. De opdracht voor het ontwerp en de bouw werd verleend aan door N.V. Standaart’s Orgelfabrieken Schiedam. Al voor de sloop van het Passage Theater in 1994 werd het orgel geheel gedemonteerd door leden van de NOF (Nederlandse Orgel Federatie). Hiermee werd voorkomen dat dit samen met het theater zou worden gesloopt. Na de bouw van Theater aan de Schie hebben zij het orgel daar opgebouwd in twee speciaal ontworpen orgelkamers, aan de linker- en rechterzijde van het podium in de grote zaal. Het Schiedamse Standaart Theaterorgel is een van de weinige overgebleven, bespeelbare instrumenten van de firma.
Op 8 juni 2025 werd in het kader van het 750-jarig jubileum van de stad Schiedam een feestelijk concert gegeven op het orgel, waarbij het orgel werd bespeeld door de Haagse organist Patrick Hopper. Aan het concert werkten ook het Koninklijk Schiedams Mannenkoor Orpheus en de Koos Mark Bigband mee. Met dit concert konden ook mensen die nooit in het Passage Theater waren geweest kennismaken met de klanken van het orgel.

## Toekomst

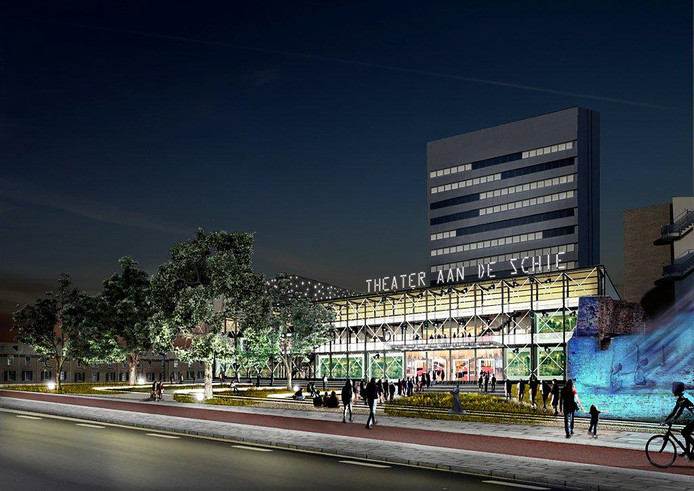
Het toekomstbeeld van Theater aan de Schie.

Theater aan de Schie heeft de ambitie om de entree te verplaatsen. De verplaatsing is van het Stadserf naar de Broersvest.